# Higashihiroshima

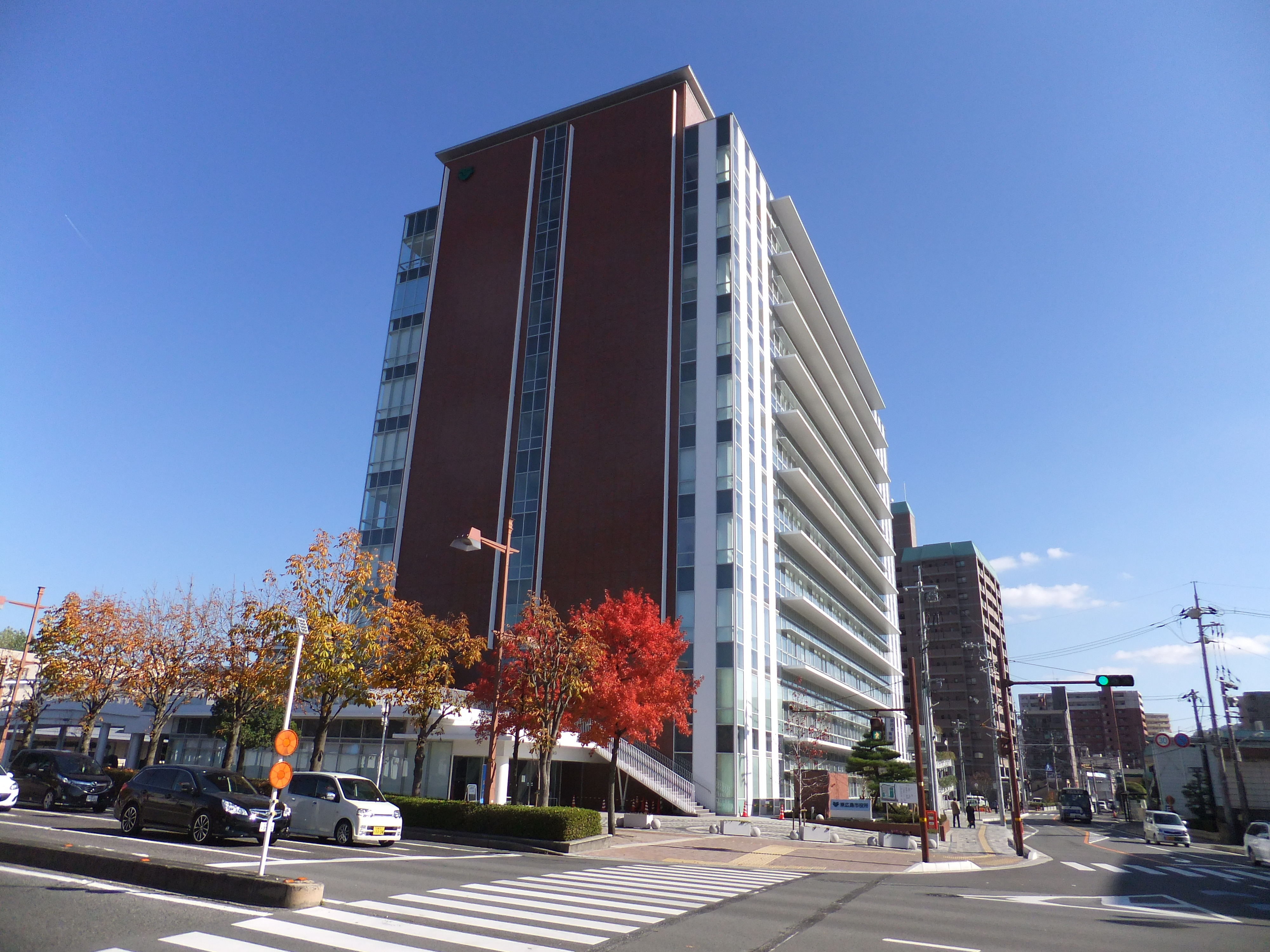
Hôtel de ville de Higashihiroshima.

Higashihiroshima (東広島市, Higashihiroshima-shi, « Hiroshima-Est ») est une ville du Japon, située sur l'île de Honshū, dans la préfecture d'Hiroshima.

## Géographie

### Situation
Higashihiroshima est située au centre de la préfecture d'Hiroshima, à l'est de la ville de Hiroshima. Elle est bordée par la mer intérieure de Seto au sud. Le fleuve Ōta traverse la ville.

### Municipalités limitrophes
| Hiroshima    | Akitakata              | Miyoshi, Sera |
| Hiroshima    | Higashihiroshima       | Mihara        |
| Kumano, Kure | mer intérieure de Seto | Takehara      |

### Démographie
En août 2018, la population de la ville de Higashihiroshima était de 186 784 habitants, répartis sur une superficie de 635,16 km2.

### Climat
Higashihiroshima a un climat subtropical humide caractérisé par des étés chauds et humides, et des hivers frais. La température moyenne annuelle est de 14,1 °C. La pluviométrie annuelle moyenne est de 1 436 mm, juillet étant le mois le plus humide.

## Histoire
La ville a été officiellement fondée le 20 avril 1974 après la fusion des bourgs de Saijō, Hachihonmatsu, Shiwa et Takaya.
Le 22 mars 2005, les bourgs de Kurose, Kōchi, Toyosaka, Fukutomi et Akitsu sont intégrés à Higashihiroshima.

## Transports
La gare de Higashi-Hiroshima est desservie par la ligne Shinkansen Sanyō. La ville est également desservie par les lignes classiques Sanyō et Kure.
La ville possède un port.

## Jumelage
Higashihiroshima est jumelée avec :
- Marília (Brésil),
- Deyang (Chine),
- Virginia Beach (États-Unis).

## Personnalités liées à la commune
- Ryuichi Hirashige (né en 1988), footballeur
- Ryuji Sainei (né en 1981), acteur